# Night Birds
Night Birds è un film del 1930 diretto da Richard Eichberg.

## Trama
Flash Jack è il capo di una banda di ladri con il cappello a cilindro che rapinano i ricchi.